# WarioWare: Touched!
WarioWare: Touched! (さわる メイドインワリオ, Sawaru Made in Wario) é um jogo eletrônico de compilação de minijogos em grupo desenvolvido pela Nintendo Software Planning & Development e Intelligent Systems e publicado pela Nintendo para o Nintendo DS. É o quarto jogo da série WarioWare e o primeiro de três no Nintendo DS. O jogo envolve completar rapidamente "microjogos" — minijogos simples que duram períodos extremamente curtos — o mais rápido possível. Os microjogos são controlados exclusivamente com a tela sensível ao toque e o microfone do Nintendo DS.
O título foi desenvolvido simultaneamente com WarioWare: Twisted!, com a equipe querendo aproveitar as tecnologias únicas do DS, como sua função de tela sensível ao toque, de uma forma similar ao que tinham feito em Twsisted! para o Game Boy Advance. Foi lançado em dezembro de 2004 no Japão, em fevereiro de 2005 na América do Norte e na Austrália e em março do mesmo ano na Europa. Touched! foi um título de lançamento no Japão, na Europa e na Austrália.
Touched! foi recebido positivamente após o seu lançamento, com críticos elogiando-o por sua jogabilidade acelerada, semelhante a outros da série WarioWare, mas ficaram desapontados com sua brevidade. Touched! introduziu a personagem recorrente Ashley à série e usou os recursos de tela sensível ao toque e microfone pela primeira vez. Vários microjogos em Touched! reapareceram em WarioWare Gold. O jogo foi relançado no Virtual Console do Wii U em 2015 e brevemente no Nintendo 3DS no ano seguinte.

## Jogabilidade

O microjogo "Bright Idea". O jogador deve usar a tela sensível ao toque para conectar os fios corretos à bateria. Há dois segundos restantes no temporizador

O jogo usa o mesmo tipo de jogabilidade dos títulos anteriores da série WarioWare: o jogador deve completar "microjogos", uma variação de "minijogos". O jogador recebe instruções breves antes de cada microjogo, como "Localize!", "Gire!" ou "Atire!". Ele deve realizar as tarefas designadas no tempo-limite; caso contrário, perde uma vida, sendo que perder quatro vidas resulta em um game over. Na tela final, são exibidas as três maiores pontuações que o jogador já atingiu anteriormente. À medida que os microjogos são completados, a velocidade aumenta. Após cada quinze pontos marcados, o jogador deve completar um "estágio chefe"; um microjogo mais longo e tipicamente mais difícil.
Touched! introduziu os controles de tela sensível ao toque e microfone para a série WarioWare; todos os microjogos só podem ser controlados com um dos dois. No total, são nove estágios diferentes, cada um contendo vinte microjogos cada, totalizando 180 microjogos, sem incluir os estágios chefe. Cada nível tem um tema, personagem, intervalo e estilo de jogo diferentes. A caneta do Nintendo DS é usada para interagir com a tela sensível ao toque de várias maneiras, como cutucar ou arrastar. Alguns microjogos usam o microfone do sistema: o jogador controla o jogo soprando nele. Além dos estágios principais, o jogador pode acessar uma sala de "brinquedos" completando um estágio. Esses brinquedos são minijogos simples, às vezes baseados em microjogos principais.

## Desenvolvimento e lançamento
“É nossa missão dar forma às nossas imagens, que podem ser transmitidas a outras pessoas. Eu quero fazer o jogo que produz a melhor reação possível do meu público-alvo.”

—Yoshio Sakamoto, na Game Developers Conference de 2010, explicando como ele consegue fazer jogos como Metroid e WarioWare; jogos sérios e mais cômicos.
O desenvolvimento do jogo, que foi realizado pela Intelligent Systems e pela Nintendo SPD, começou no meio do desenvolvimento de WarioWare: Twisted!. A equipe trabalhando em Twisted! foi dividida em duas: uma para continuar trabalhando em Twisted! e o outra para começar Touched!. A equipe de desenvolvimento queria usar a tecnologia do Nintendo DS em sua próxima iteração da série, assim como Twisted! usa o giroscópio de estrutura vibratória do cartucho como uma mecânica principal. O jogo foi revelado pela primeira vez ao lado da primeira demonstração pública do Nintendo DS. Touched! foi produzido por Yoshio Sakamoto e Ryoichi Kitanishi e dirigido por Goro Abe, Taku Sugioka e Teruyuki Hirosawa. Sua música foi composta por Masanobu Matsunaga e Yashuhisa Baba.
Publicado mundialmente pela Nintendo, foi lançado como um título de lançamento para o Nintendo DS no Japão em 2 de dezembro de 2004, assim como Super Mario 64 DS e outros. Foi lançado dois meses depois na América do Norte em 14 de fevereiro de 2005 e na Austrália dez dias depois, como o segundo título primário publicado no sistema para as regiões. Foi lançado em 11 de março na Europa no mesmo ano, como um título de lançamento para a região. É o terceiro jogo da série e o primeiro de três a serem lançados no Nintendo DS.

### Relançamento
O jogo foi relançado no Wii U como parte do serviço Virtual Console na Europa e na Austrália em 2 de abril de 2015, em 9 de abril na América do Norte e em 15 de abril no Japão no mesmo ano. Foi lançado para o Nintendo 3DS como uma recompensa de tempo limitado para membros do serviço My Nintendo no dia 17 de março de 2016 no Japão e 31 de março do mesmo ano na América do Norte, Europa e Austrália.

## Recepção
Em geral, WarioWare: Touched! recebeu avaliações favoráveis, tendo uma pontuação de 81 no agregador Metacritic.
Críticas em relação ao uso da mecânica da tela sensível ao toque de Touched! foram polarizadas entre os revisores. Ben Kosmina, da Nintendo World Report disse que a caneta e o microfone controlavam o jogo "com perfeição" e aplaudiram a inclusão de um modo para canhotos. Outros revisores também aplaudiram o jogo por seus controles da tela sensível ao toque. No entanto, outros revisores criticaram-os. Jeff Gerstmann, da GameSpot, afirmou que o jogo "foca demais na tela sensível ao toque para seu próprio bem", citando que muitos dos métodos para completar os microjogos são muito semelhantes. Apesar disso, os críticos elogiaram o uso da tela dupla do Nintendo DS.
O estilo visual do jogo foi comumente elogiado pelos críticos. Kosmina descreveu o jogo como tendo "um pot-pourri de estilos diferentes", referenciando a natureza não-conforme do estilo artístico do jogo. Craig Harris, da IGN, afirmou que "a variedade de estilos e técnicas gráficas são uma vantagem".
Outro ponto comum de elogio entre os críticos foram as referências a jogos e sistemas anteriores da Nintendo no estágio "Retro Action" do personagem 9-Volt em seus microjogos e efeitos sonoros. Ele referencia Super Mario Bros., The Legend of Zelda, Metroid e a série Game & Watch, além de outros títulos clássicos. A trilha sonora do jogo também foi elogiada, especificamente as canções "Ashley's Song" e "Mike's Song" por serem traduzidas completamente para o inglês.
A jogabilidade baseada em microjogos foi elogiada por sua natureza única, mas muitos revisores declararam que o jogo é menos agradável em comparação com as iterações anteriores da série, como WarioWare, Inc.: Mega Microgames! e WarioWare: Twisted!. Além disso, Kosmina manifestou preocupação com as possibilidades futuras da tela sensível toque já que os microjogos "Pro Bowling" e "Galaxy Bounce" eram semelhantes aos de outros minijogos em Feel the Magic: XY/XX e Super Mario 64 DS, outros títulos mais antigos para o Nintendo DS. Outro ponto comum de crítica para Touched! foi sua duração curta. Kosmina chamou o jogo de "uma versão bastante curta do jogo de GBA [WarioWare, Inc.: Mega Microgames!] com pouco valor de repetição".
O relançamento de Wii U do jogo foi aplaudido por sua variabilidade nas opções de exibição, com críticos afirmando que a exibição vertical do GamePad foi a melhor escolha. No entanto, James Charlton, da Nintendo World Report, afirmou que os controles da tela sensível ao toque do jogo "envelheceram mal", citando que "na era das telas de toque capacitivas, a lentidão de usar uma caneta [pode] tornar esses microjogos de toque frustrantes".

## Legado
A tela sensível ao toque e a jogabilidade baseada em microfone implementada pela primeira vez em Touched! se tornou um mecanismo recorrente na série WarioWare e está presente na maioria dos títulos subsequentes. Muitos microjogos apresentados em Touched! aparecem em WarioWare Gold. O jogo marca também a primeira aparição da personagem recorrente Ashley, que desde então apareceu em WarioWare: Smooth Moves, WarioWare D.I.Y., Game & Wario e WarioWare Gold. Ashley também fez aparições regulares na série Super Smash Bros.: em Super Smash Bros. Brawl como um adesivo e em Super Smash Bros. for Nintendo 3DS e Wii U como troféu e roupa de Mii. Ela também fez aparições em Nintendo Badge Arcade, Rhythm Heaven Megamix e Super Mario Maker. Versões de "Ashley's Song" aparecem em Brawl e em for 3DS e Wii U como músicas selecionáveis. "Mike's Song" também aparece em Brawl. As músicas podem ser tocadas tanto em inglês como em japonês.